# Fuertes exteriores de Melilla
Los Fuertes exteriores son un conjunto de fortificaciones, no conectadas entre sí y a bastante distancia unas de otras, que rodean la ciudad española de Melilla.

## Historia
Fueron construidos en la segunda mitad del siglo XIX para defender los límites de Melilla de los ataques de los habitantes de la zona.

## Descripción
Sus muros están construidos con piedras de la zona, mientras que los arcos y las bóvedas están construidas con ladrillo macizo, con técnicas de fortificación que han quedado obsoletas, ya que son incapaces de hacer frente a la artillería moderna, pues las kabilas rifeñas, el enemigo del que debían defender Melilla, no contaban con artillería.
Su estilo es neomedieval, bastante más gracioso que amenazante, ya que en algunos casos, al estar pintados de vivos colores, como el naranja, hacen olvidar su función y se asemejan más a elementos recreativos que a estructuras defensivas.
Están construidos con diferentes tipologías y plantas.

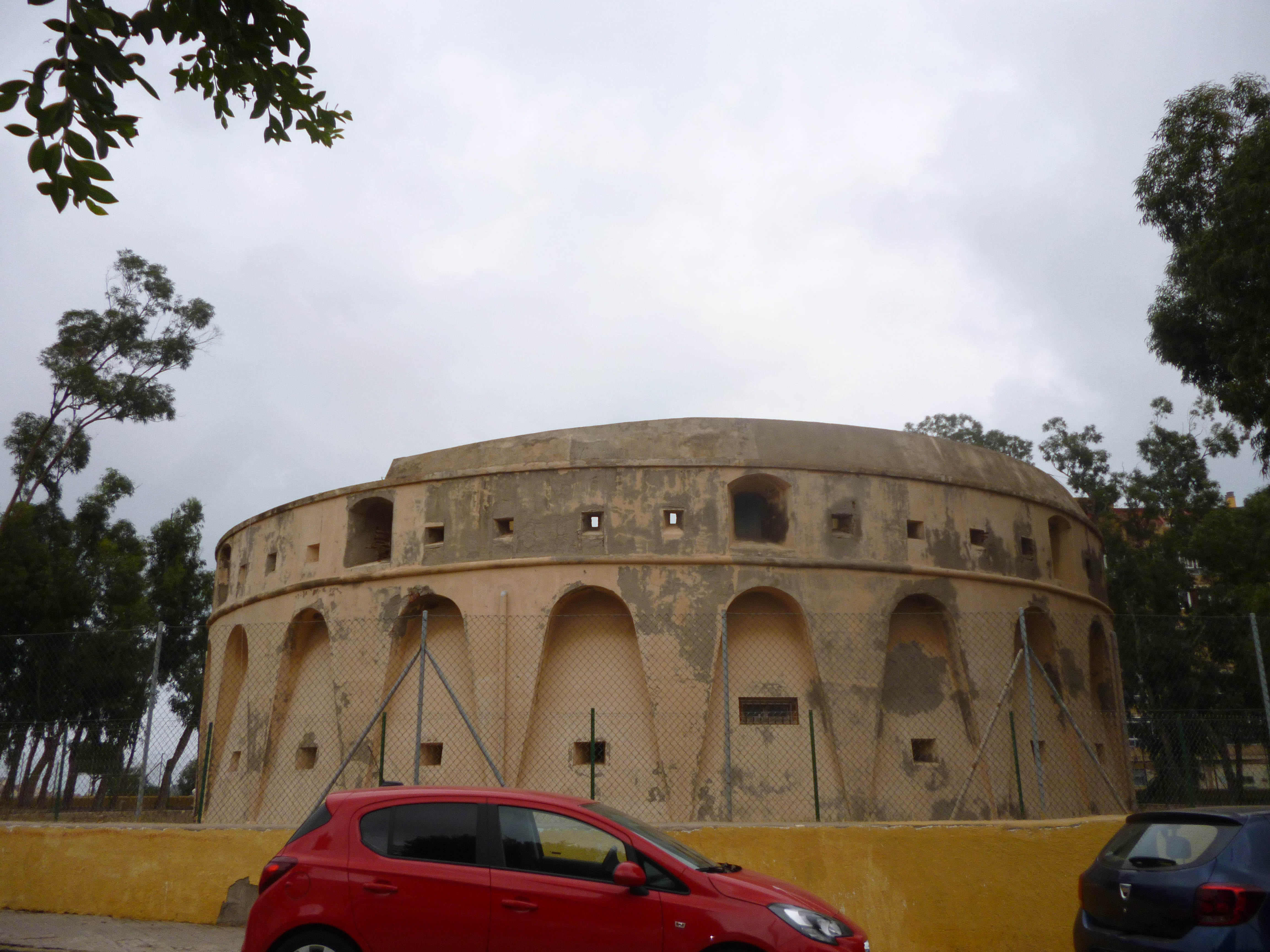
Fuerte de Camellos
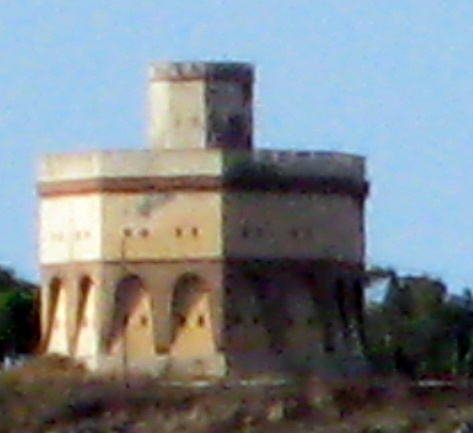
Fortín de Reina Regente
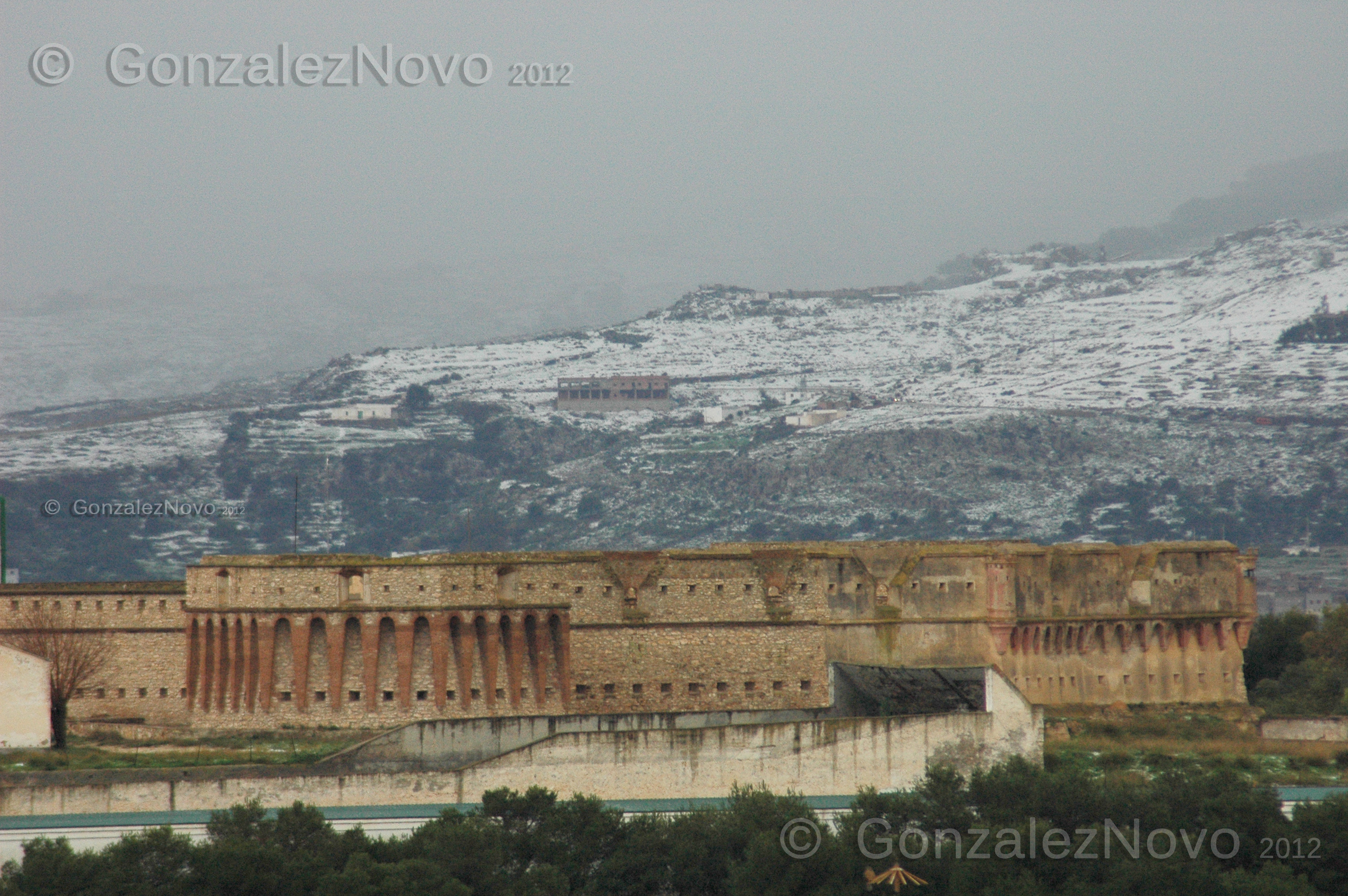
Fuerte de Cabrerizas Altas
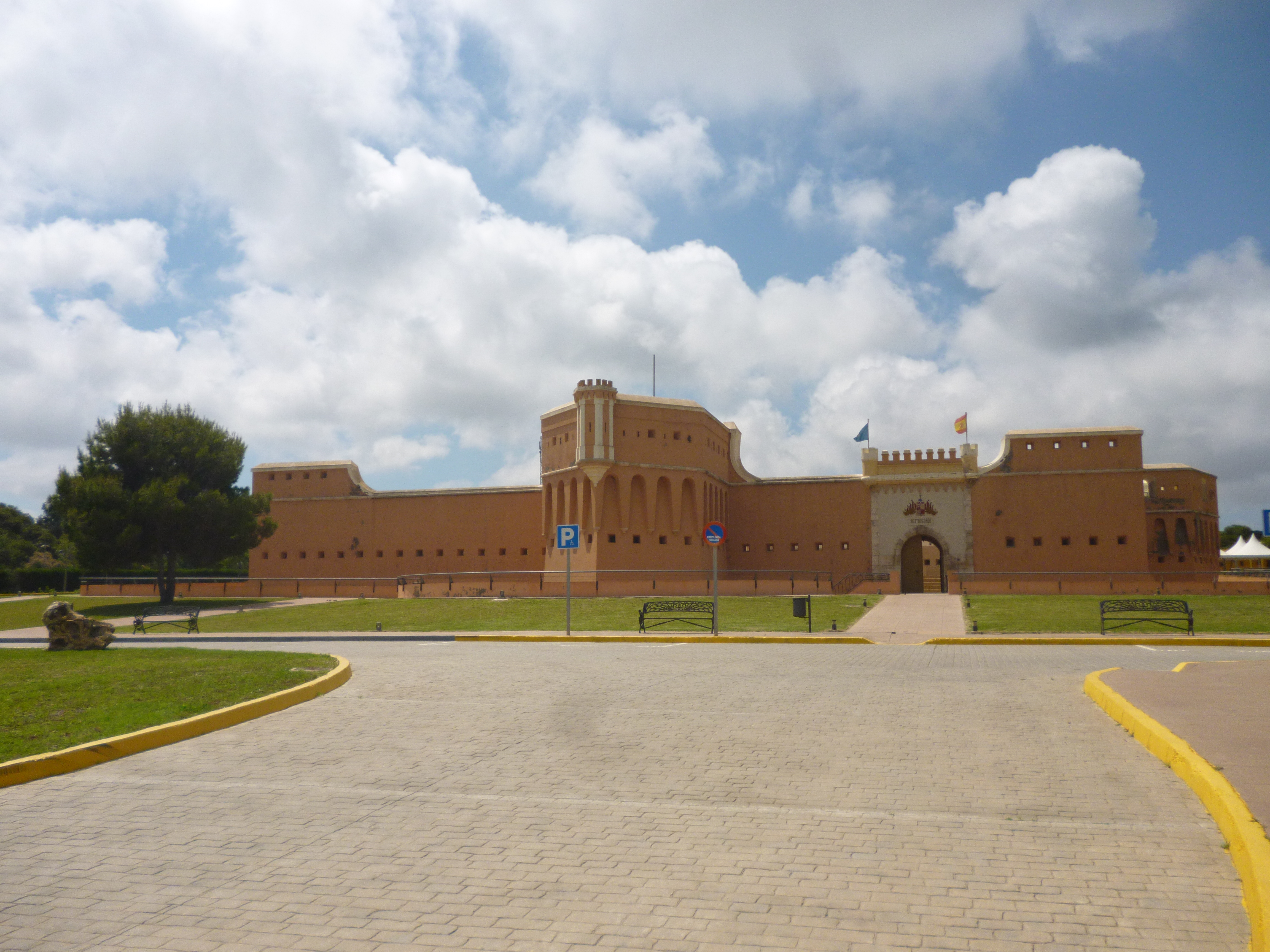
Fuerte de Rostrogordo

Existen fuertes redondos Fuerte de Camellos, fortines con forma de torrecilla, el Fortín de Alfonso XIII y el de Reina Regente, y los fuertes poligonales, como el Fuerte de la Purísima Concepción, el de Rostrogordo, el de Cabrerizas Altas, el de María Cristina y el Fortín de San Francisco,